# Alessio Lorandi
Alessio Lorandi (Salò, 8 settembre 1998) è un ex pilota automobilistico italiano.

## Carriera

### Kart
Nato a Salò, Lorandi inizia la sua carriera sui kart nel 2007 all'età di nove anni nella classe 60 mini e sei anni dopo, nel 2013, si laurea campione del mondo KF Junior in Bahrein, dopo una grande rimonta e la retrocessione del rivale Leonardo Pulcini.

### Formula 3 Europea
Lorandi debutta nelle monoposto nel 2015 nella Formula 3 Europea con il team Van Amersfoort, ottenendo 7 piazzamenti a punti e il 20º posto in campionato. Nel 2016, per la sua seconda stagione nel campionato, passa al team Carlin, ottenendo la sua prima vittoria a Pau, terza tappa della stagione, e un altro podio a Zandvoort. Lascia la categoria prima della fine della stagione per disaccordi con il team, terminando così 14º in classifica generale.

### GP3 Series
Il 23 settembre 2016 viene annunciato che Lorandi parteciperà agli ultimi due appuntamenti della stagione della GP3 Con la Jenzer. Al suo debutto assoluto nella categoria ottiene piazzamenti ai margini della zona punti.
Per la stagione 2017 Lorandi affronta la sua prima stagione completa nella categoria, sempre con Jenzer, ottenendo tre podi nella prima parte della stagione. Ottiene la sua prima vittoria in GP3 nella gara sprint di Jerez. Conclude il campionato al settimo posto in classifica generale.
Nella stagione 2018 prosegue nella categoria, passando al team Trident. Nella prima parte di stagione ottiene un terzo posto quale miglior risultato, prima di passare in Formula 2.

### Formula 2
Nel corso della stagione 2018 fa il suo debutto in Formula 2, a partire dalla gara dell'Hungaroring. Viene infatti chiamato dal team Trident a sostituire Santino Ferrucci, licenziato dal team dopo la gara di Silverstone. Ottiene un settimo posto quale unico piazzamento a punti che gli permette di terminare ventesimo nella classifica generale.

## Risultati

### Sommario
| Stagione | Serie                | Team              | Gare | Vittorie | Pole | Gpv | Podi | Punti | Pos. |
| -------- | -------------------- | ----------------- | ---- | -------- | ---- | --- | ---- | ----- | ---- |
| 2015     | F3 europea           | Van Amersfoort    | 33   | 0        | 0    | 0   | 0    | 26    | 20º  |
| 2016     | F3 europea           | Carlin Motorsport | 21   | 1        | 1    | 1   | 2    | 96    | 14º  |
| 2016     | GP3 Series           | Jenzer Motorsport | 4    | 0        | 0    | 0   | 0    | 0     | 23º  |
| 2017     | GP3 Series           | Jenzer Motorsport | 15   | 1        | 0    | 0   | 4    | 92    | 7º   |
| 2018     | GP3 Series           | Trident Racing    | 8    | 0        | 0    | 0   | 1    | 42    | 11º  |
| 2018     | Formula 2            | Trident Racing    | 10   | 0        | 0    | 0   | 0    | 6     | 20º  |
| 2019     | Gran Premio di Macao | Trident           | 1    | 0        | 0    | 0   | 0    | N/A   | 5º   |
| 2020     | GTWCE Endurance Cup  | GetSpeed          | 3    | 0        | 0    | 0   | 0    | 6     | 21º  |
| 2020     | GT italiano- GT3     | AKM Motorsport    | 1    | 0        | 0    | 0   | 0    | 0     | NC   |

### Risultati in GP3 Series
(legenda) (Le gare in grassetto indicano la pole position) (Gare in corsivo indicano Gpv)
| Stagione | Team              | 1   | 2   | 3   | 4   | 5   | 6   | 7   | 8   | 9   | 10  | 11  | 12  | 13  | 14  | 15  | 16  | 17  | 18  | Punti | Pos |
| -------- | ----------------- | --- | --- | --- | --- | --- | --- | --- | --- | --- | --- | --- | --- | --- | --- | --- | --- | --- | --- | ----- | --- |
| 2016     | Jenzer Motorsport | CAT | CAT | RBR | RBR | SIL | SIL | HUN | HUN | HOC | HOC | SPA | SPA | MON | MON | SEP | SEP | YMC | YMC | 0     | 23º |
| 2016     | Jenzer Motorsport |     |     |     |     |     |     |     |     |     |     |     |     |     |     | 11  | 9   | 12  | 20  | 0     | 23º |
| 2017     | Jenzer Motorsport | CAT | CAT | RBR | RBR | SIL | SIL | HUN | HUN | SPA | SPA | MON | MON | JER | JER | YMC | YMC |     |     | 92    | 7º  |
| 2017     | Jenzer Motorsport | 3   | 3   | 7   | 8   | 3   | 6   | 4   | Rit | 12  | 14  | Rit | C   | 8   | 1   | 5   | 17  |     |     | 92    | 7º  |
| 2018     | Trident Racing    | CAT | CAT | LEC | LEC | RBR | RBR | SIL | SIL | HUN | HUN | SPA | SPA | MON | MON | SOC | SOC | YMC | YMC | 42    | 11º |
| 2018     | Trident Racing    | 11  | 16  | 5   | 4   | 3   | 4   | 10  | 12  |     |     |     |     |     |     |     |     |     |     | 42    | 11º |

### Risultati in Formula 2
(legenda) (Le gare in grassetto indicano la pole position) (Le gare in corsivo indicano Gpv)
| Stagione | Team           | 1       | 2       | 3       | 4       | 5       | 6       | 7       | 8       | 9       | 10      | 11      | 12      | 13      | 14      | 15         | 16          | 17         | 18         | 19         | 20         | 21        | 22          | 23         | 24         | Punti | Pos |
| -------- | -------------- | ------- | ------- | ------- | ------- | ------- | ------- | ------- | ------- | ------- | ------- | ------- | ------- | ------- | ------- | ---------- | ----------- | ---------- | ---------- | ---------- | ---------- | --------- | ----------- | ---------- | ---------- | ----- | --- |
| 2018     | Trident Racing | BHR FEA | BHR SPR | BAK FEA | BAK SPR | CAT FEA | CAT SPR | MON FEA | MON SPR | LEC FEA | LEC SPR | RBR FEA | RBR SPR | SIL FEA | SIL SPR | HUN FEA 14 | HUN SPR Rit | SPA FEA 13 | SPA SPR 15 | MNZ FEA 15 | MNZ SPR 12 | SOC FEA 7 | SOC SPR Rit | YMC FEA 13 | YMC SPR 14 | 6     | 20º |